# Željezno nebo
Željezno nebo (fin. Rautataivas) je finsko-njemačko-australska znanstvenofantastična komedija iz 2012. godine nastala u režiji finskog redatelja Tima Vuorensole.

## Radnja
1945. SS časnik Hans Kammler je došao do neviđenog antigravitacijskog otkrića. Nakon poraza Trećeg Reicha, iz tajne nacističke baze na Antarktiku lansira se niz svemirskih brodova prema Mjesecu gdje nacisti na tamnoj strani grade bazu Schwarze Sonne (Crno Sunce). Tu čekaju i grade neviđenu vojnu snagu kako bi bili spremni za invaziju na Zemlju i uspostavu Četvrtog Reicha. 2018., njihova invazija počinje.

## Uloge
- Udo Kier - Wolfgang Kortzfleisch, nacistički Führer na Mjesecu
- Götz Otto - Klaus Adler, nacistički obergruppenführer na Mjesecu.
- Julia Dietze - Renate Richter, Adlerova zaručnica.
- Christopher Kirby - James Washington
- Tilo Prückner - doktor Richter, nacistički znanstvenik
- Peta Sergeant -Vivian Wagner
- Stephanie Paul - predsjednica Sjedinjenih Američkih Država

## Iron Sky: Operation Highjump
Iron Sky: Operation Highjump je videoigra smještena u isti svijet kao i film. Igra će biti pogodna za Linux i slične računalne sustave.

## Vanjske poveznice
- Službena stranica  Arhivirana inačica izvorne stranice od 5. svibnja 2012. (Wayback Machine)
- Željezno nebo u internetskoj bazi filmova IMDb-a